# Blaziken
Blaziken (japanski: バシャーモ Bashāmo) jedan je od 1025 fiktivnih vrsta Pokémona iz medijske franšize Pokémon, skupa Pokémon videoigara, animiranih serija, manga stripova, knjiga, igraćih karata i drugih medija kojima je tvorac Satoshi Tajiri. Svrha je Blazikena u videoigrama, animiranoj seriji i manga stripovima, kao i svrha ostalih Pokémona, borba s divljim Pokémonima – neukroćenim stvorenjima koje igrači i likovi pronalaze dok kreću na razne avanture – i pripitomljenim Pokémonima drugih Pokémon trenera.

## Etimologija imena
Blazikenovo je ime kombinacija engleskih riječi "blaze" = plamen, i "chiken" = pile, mladunac domesticirane kokoši. Japansko ime バシャーモ  dolazi od engleskih riječi burst= izboj vatre ili burn= opeći, te japanske riječi 軍鶏 (shamo), što označava vrstu kokoši koja se nekoć uzgajala za borbe.

## Biološke karakteristike
Blaziken je visok Pokémon s ljudskim i ptičjim karakteristikama. U njegove ptičje karakteristike ubrajaju se njegove kandže na rukama i stopalima i velike oči, te lice koje nalikuje na crvenu, ptičju masku. Među njegovim ljudskim atributima su trake omotane oko njegovih ručnih zglobova (nalik one u boksu), te njihova duga kosa, građena od perja, što donekle pripada i u ptičje karakteristike.
Tijekom borbe, oko njegovih ručnih zglobova, počet će žestoko gorjeti plamenovi. Njegove su noge toliko snažne da mu dopuštaju da preskoči nebodere visoke nekoliko desetaka katova. Blaziken je vješt u svim borilačkim vještinama. Svake godine, njegovo perje izgori zbog pretjerane topline u njegovom tijelu. Na njihovom će mjestu narasti novo, zdravo perje.

## Pokédex podaci
- Pokémon Ruby: U borbi Blaziken izbacuje jaki plamen iz svojih zapešća, i hrabro napada protivnika. Što su jači protivnici, to žešće gore Blazikenova zapešća.
- Pokémon Sapphire: Blazikenove noge su nevjerojatno snažne- može s lakoćom preskočiti trideseterokatnicu iz jednog skoka. Njegovi gorući udarci šakama ostavljaju protivnike spaljenima i crnima.
- Pokémon Emerald: Uči borilačke vještine koje koriste udarce rukama i nogama. Svakih nekoliko godina, njegovo staro perje izgori, a njegovom mjestu naraste novo, zdravo perje.
- Pokémon FireRed : Kada se sučeljava s teškim protivnicima, otpušta plamen iz svojih zapešća. Njegove snažne noge mu dopuštaju da skače preko zgrada.
- Pokémon LeafGreen : Kada se sučeljava s teškim protivnicima, otpušta plamen iz svojih zapešća. Njegove snažne noge mu dopuštaju da skače preko zgrada.
- Pokémon Diamond : Plamen izbija iz njegovih zapešća, obavijajući njegove šake.Njegovi vatreni udarci šakama prže protivnike.
- Pokémon Pearl : Plamen izbija iz njegovih zapešća, obavijajući njegove šake.Njegovi vatreni udarci šakama prže protivnike.

## U videoigrama
Jedan od dosljednih aspekata svih Pokémon igara – od Pokémon Red i Blue za Nintendo Game Boy, do igara Pokémon Sword i Shield za Nintendo Switch konzole – izbor je tri različita Pokémona na početku igračeve avanture; ta tri Pokémona etiketirana su kao Početni (ili starter) Pokémoni. Igrač može birati između Vodenog, Vatrenog ili Travnatog Pokémona, autohtonog za to područje; iznimka od ovog pravila je Pokémon Yellow (remake verzija prvotnih igara koja prati priču Pokémon animirane serije), gdje igrač dobiva Pikachua, Električnog miša, poznatog po tome što je maskota Pokémon medijske franšize.
Blaziken je zadnji stupanj Torchicovog evolucijskog lanca. Razvija se iz Combuskena na 36. razini, koji se prethodno razvije iz Torchica, Vatrenog opčetnog Pokémona treće generacije, na 16. razini. Njegova sposobnost Bljeska (Blaze) pojačava njegove Vatrene napade kada je niskog zdravlja. Blaziken, poput ostala tri razvijena startera (Sceptile i Swampert), uči svoj potpisni napad zvan Vatreni udarac nogom (Blaze Kick), snažan Vatreni napad koji ima šansu da opeče protivnika ili da mu zada kritični udarac (nasumičan događaj koji povećava jačinu napada).
Blaziken ima veliki potencijal u kompetitivnim igrama. Ima visoke Attack i Special Attack statistike, čineći ga snažnim napadačkim oružjem. Doduše, ima tek prosječne Defense i Special Defense statistike, iako se ovo može okrenuti u Blazikenovu prednosti napadima kao što su Izdržljivost (Endure), Preokret (Reversal) i Kontranapad (Counter), koji su mu dostupni putem uzgajanja. Bez visokog Speed statusa, Blaziken nije sposoban brzo pobijediti protivnika. Doduše, ovo se može ispraviti Štafetom (Baton Pass) ili Okretnošću (Agility). Ipak, Blazikenov je Speed i dalje dovoljno visok da ga učini kompetentnim Minolovcem. 
U Pokémon Diamond i Pearl, Blazikenove sposobnosti nadalje se poboljšane s dodavanjem nekoliko novih napada u njegovu listu tehnika, poput Okretnosti, kao i promjenama njegovih starijih napada, poput Vatrenog udarca nogom, koji je sada pod utjecajem njegovog višeg Attack statusa, za razmjenu za manji Special Attack status. Blaziken isto uči Štafetu, koja u kombinaciji s Okretnošću, Plesom mačeva (Swords Dance) i Nadomjeskom (Substitute), pomaže Blazikenu da poveća svoje statistike i prenese ih na Pokémona koji će pomesti protivničku ekipu (iako je Blaziken dovoljno kompetentan da to i sam čini).

## U animiranoj seriji
Iako je Blaziken Pokémon treće generacije, njegovo je prvo pojavljivanje bilo je u Johto epizodama animirane serije, koja je primarno prikazivala samo Pokémone druge generacije. U epizodi 267, Ash Ketchum, glavni protagonist u seriji, nalazi se u Johto ligi, skupivši svih osam bedževa za ulaz. Ondje upoznaje Harrisona, Pokémon trenera iz grada Littleroota u Hoenn regiji. Harisson ima nekoliko Pokémona koje Ash nikada prije nije vidio, uključujući i Blazikena. Njegov je Bacač plamena (Flamethrower) pomogao Harrisonu da uhvati divljeg Sneasela koji je ometao uvodnu ceremoniju natjecanja u Johto ligi.
Harrison i Ash nastave do četvrtfinala. Doduše, moraju se međusobno boriti za mjestu za prva četiri mjesta. Ova borba započinje u epizodi 273. na kraju, Harrison pušta svog Blazikena kao svog završnog Pokémona. Blaziken je Vatreni Pokémon, te lako pobijedi Ashovu Bayleef, jer je ona Travnati tip. Ashov završni Pokémon biva Charizard. Oba Pokémona upotrijebe Bacač plamena, ali epizoda završi prije nego što se dva napada sudare. Borba se nastavlja u epizodi 274. Nakon žestoke borbe, Blaziken uspije pobijediti Charizarda, donijevši Harrisonu pobjedu. Doduše, Blaziken je primio previše štete i propustio je Harrisonov polufinalni meč. Bez Blazikena, Harrison je izgubio meč.   
U sedmom filmu Pokémon: Destiny Deoxys, Ash i prijatelji susreću nekoliko elitnih trenera. Jedan od ovih trenera, Rafe, ima Blazikena. On se udruži s Blastoisom još jednog trenera, te pobijedi Ashovog Pikachua i Torkoala.
U Pokémon animiranoj seriji, May – Ashova prijateljica koja mu pravi društvo tijekom Advanced Generation epizoda – bira Torchica kao svog početnog Pokémona jer ga smatra najslađim. Mayin mladi Torchic veoma je razigran i zabavan; zbog njegovog ljupkog izgleda, May je izbjegavala koristiti ga u Pokémon Izložbama, (izložbe slične izložbama pasa u kojem se testiraju borbene sposobnosti Pokémona kao i njihov izgled) preferirajući Skitty, Bulbasaura i Squirtlea zbog njihove superiorne snage.U epizodi 355, Mayin Torchic razvio se u Combuskena kako bi obranio Ashovog Corphisha od hrpe Brelooma. Combusken se kasnije razvio u Blazikena u epizodi 467. Tim Raketa pokušao je ukrasti grupu Pokémona koji su pripadali Pokémon koordinatorima, ali ih je zaustavio Mayin Combusken koji se tada razvio. May je upotrijebila svog Blazikena u velikom finalu Izložbe protiv Ashovog Sceptilea, iako je borba ma kraju bila neodlučena. Ash i May su oboje proglašeni pobjednicima, prije nego što je May otišla prisustvovati na Johto Grand Festivalu.

## Tehnike
| Prirodne tehnike                     | Prirodne tehnike | Prirodne tehnike |
| ------------------------------------ | ---------------- | ---------------- |
| Tehnika                              | Vrsta tehnike    | Razina           |
| Vatreni udarac (Fire Punch)          | Vatreni          |                  |
| Grebanje (Scratch)                   | Normalni         |                  |
| Režanje (Growl)                      | Normalni         |                  |
| Usredotočavanje (Focus Energy)       | Normalni         |                  |
| Žeravica (Ember)                     | Vatreni          | 13               |
| Dvostruki udarac nogom (Double Kick) | Borbeni          | 16               |
| Kljucanje (Peck)                     | Leteći           | 17               |
| Pješćani napad (Sand Attack)         | Zemljani         | 21               |
| Bildanje (Bulk Up)                   | Borbeni          | 28               |
| Brzi napad (Quick Attack)            | Normalni         | 32               |
| Vatreni udarac nogom( Blaze Kick)    | Vatreni          | 36               |
| Siječenje (Slash)                    | Normalni         | 37               |
| Smiona ptica(Brave Bird)             | Leteći           | 49               |
| Nebeski aperkat (Sky Uppercut)       | Borbeni          | 59               |
| Vatreni juriš (Flare Blitz)          | Vatreni          | 66               |

## Statistike
| HP:      | 80  |  |
| Attack:  | 120 |  |
| Defense: | 70  |  |
| SpAtk:   | 110 |  |
| SpDef:   | 70  |  |
| Speed:   | 80  |  |

Statistika Special korištena je samo tijekom prve generacije; kasnije je podijeljenja na Special Attack i Special Defense statistike.